# Göthlinska gården

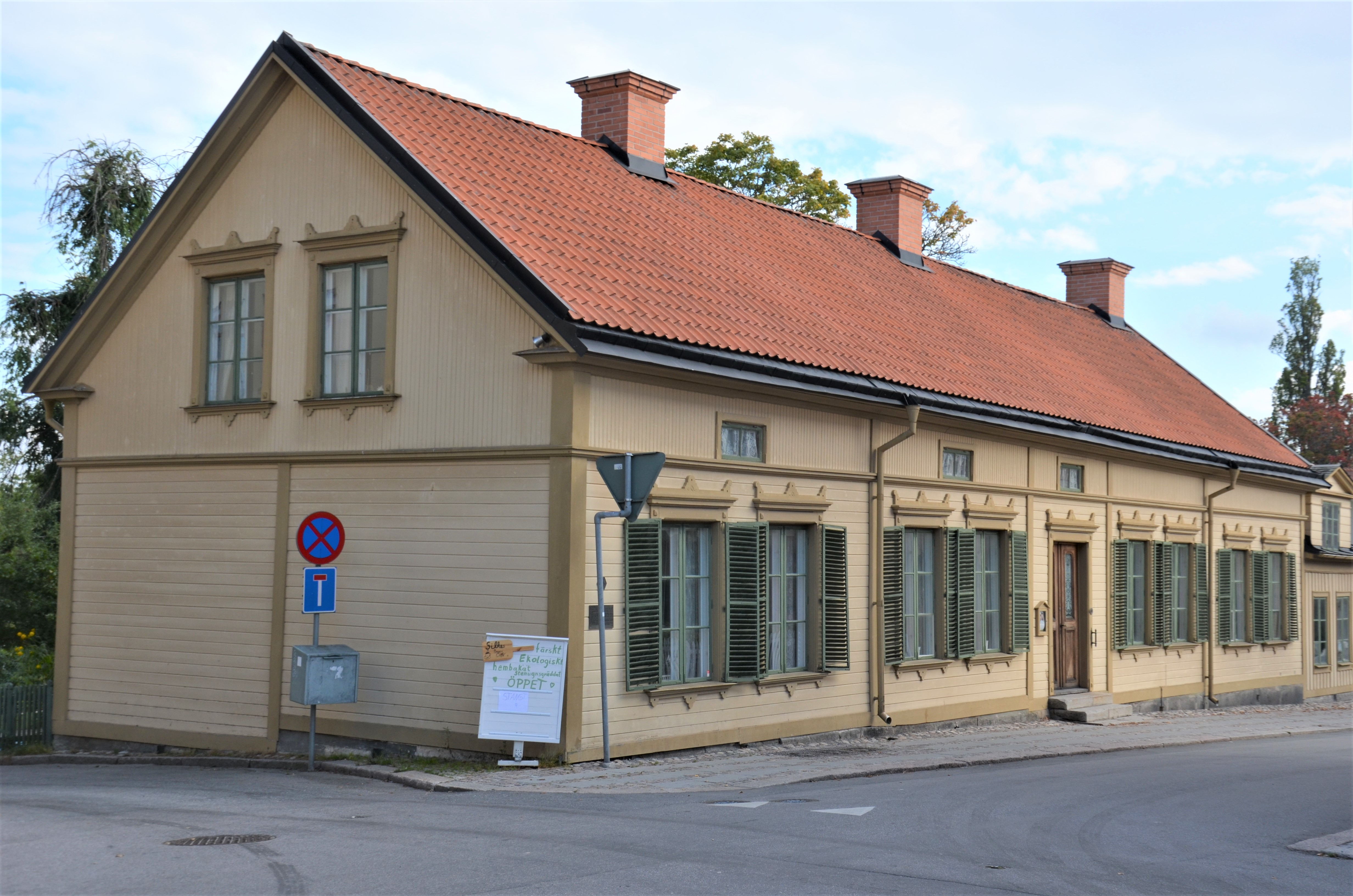
Göthlinska gårdens gatufasad

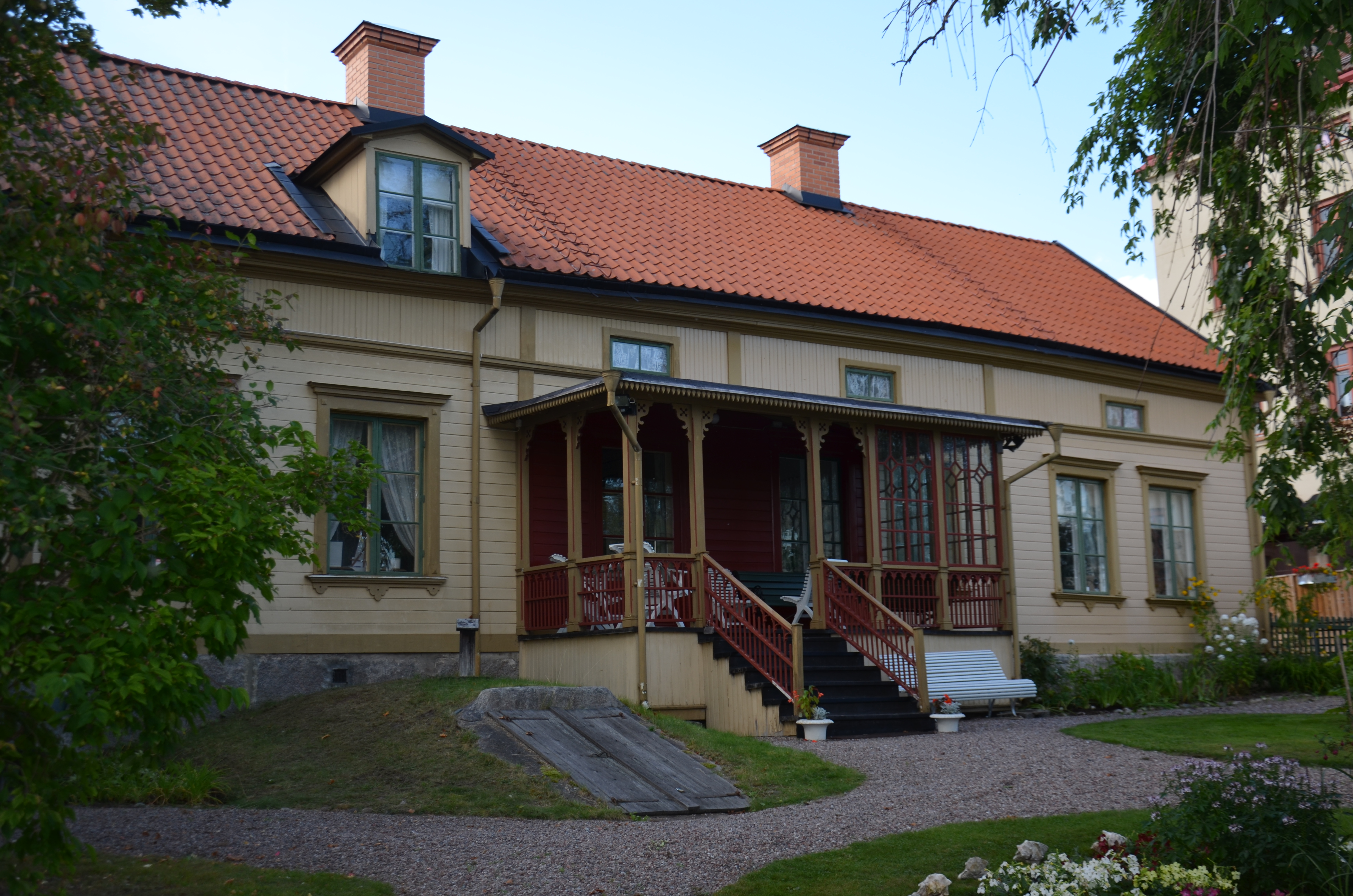
Göthlinska gården från gårdssidan

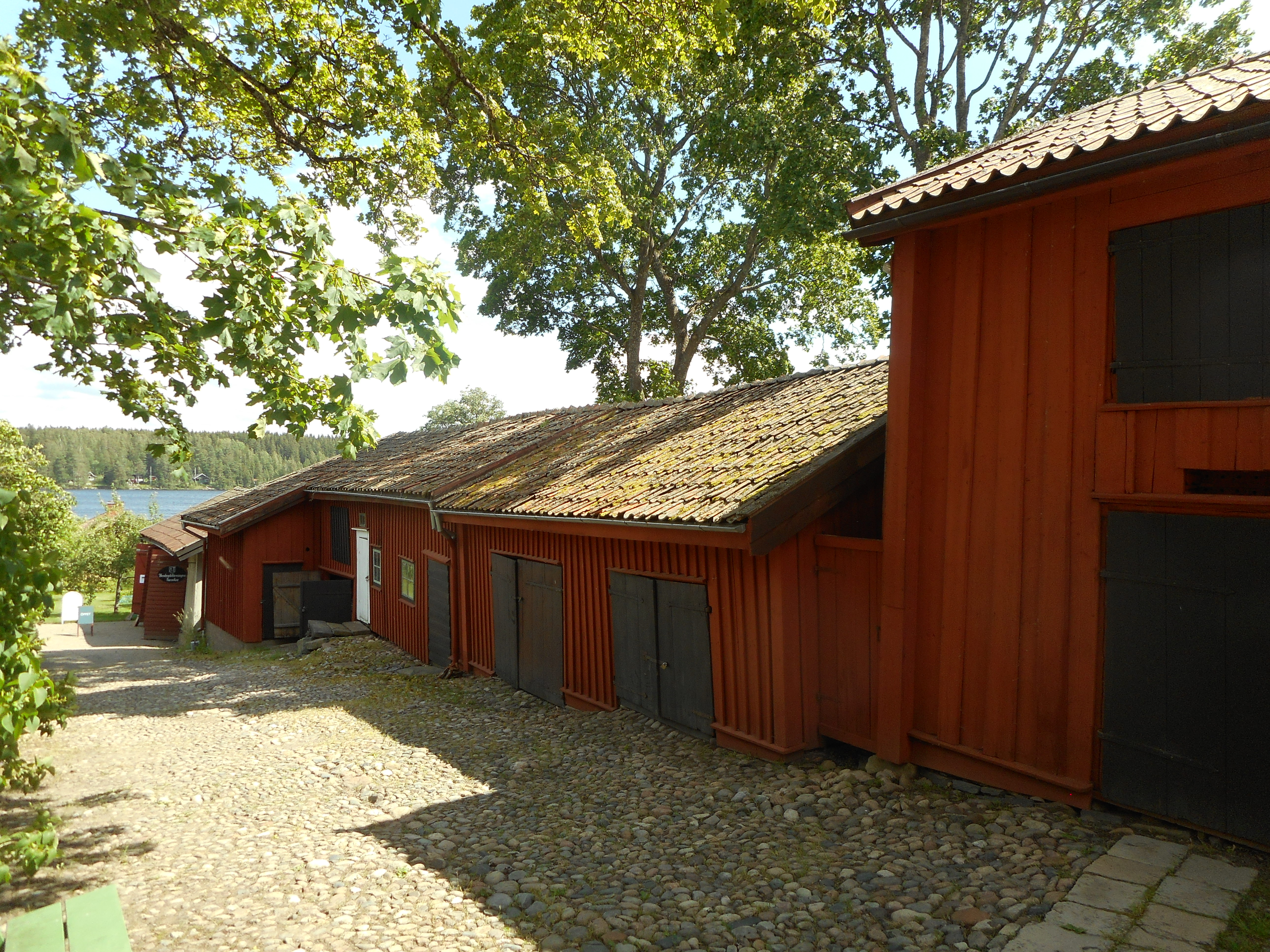
Ekonomibyggnaderna

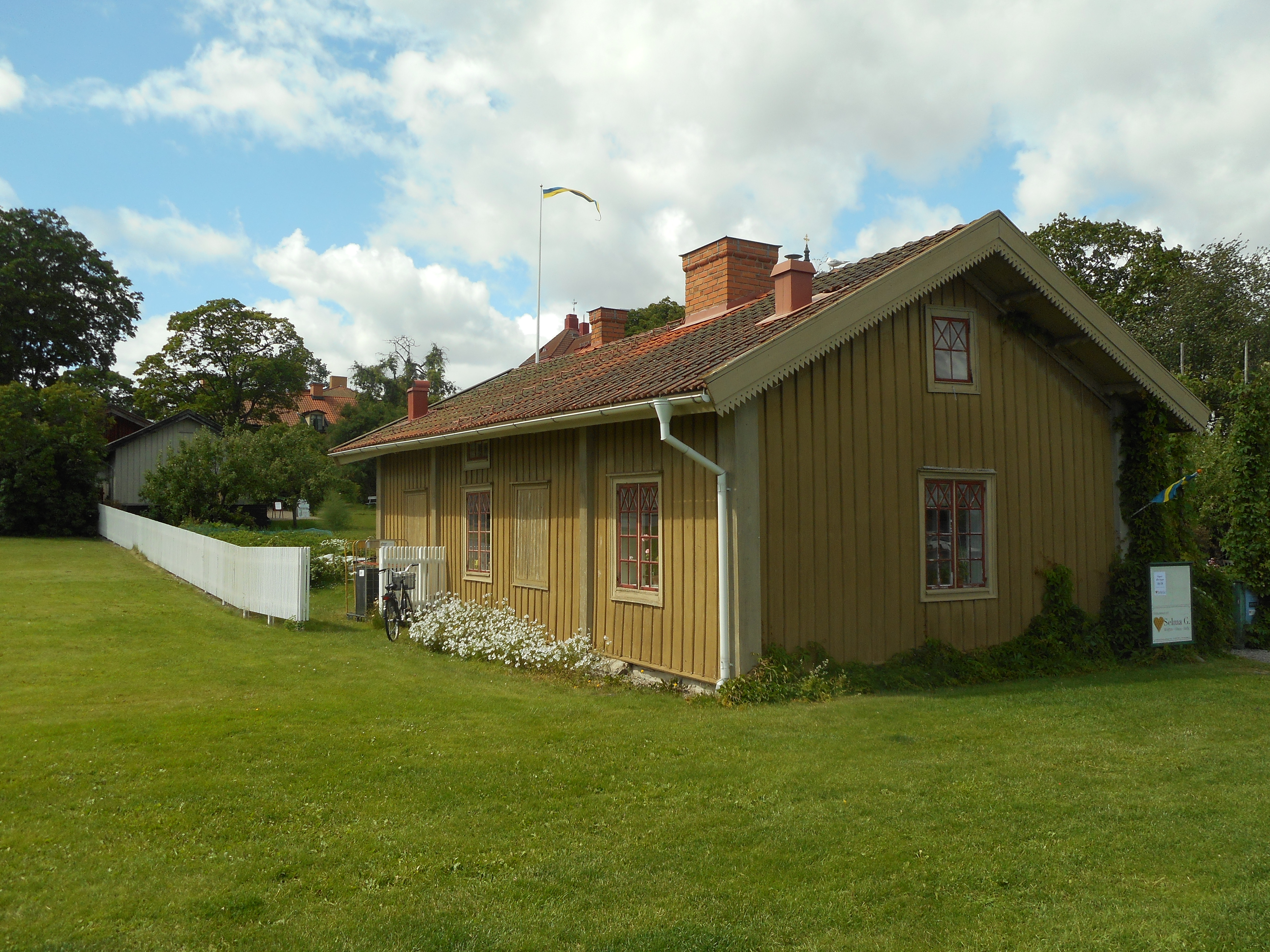
Sjöstugan

Göthlinska gården är en köpmannagård i Nora stad i Västmanland.
Göthlinska gårdens historia är belagd sedan slutet av 1700-talet.  Gården har ett bostadshus, som ligger vid Kungsgatan och torgets sydöstra hörn. I den stora trädgården som sträcker sig ner till Norasjön finns en länga med ekonomibyggnader längs den södra sidan och närmast sjön en tidigare tvätt- och bykstuga, som nu kallas Sjöstugan. Familjen Göthlin var mycket trädgårdsintresserad och här fanns både prydnads- och nyttoträdgård som bland annat haft en sparrisodling under familjen Göthlins tid. 
Gården beboddes av familjen Göthlin från 1886 till 1961 och har en orörd inredning från 1800-talet. Gården ägdes tidigare av provinsialläkare Engström, av vilkens änka paret Agathon och Augusta Göthlin köpte gården 1886. Agathon Göthlin var direktör för filialen i Nora för Örebro Enskilda Bank. Ett bankkontor var också inrett i huset. Den yngsta av tre döttrar, Ingrid Göthlin (1887-1961) bodde kvar i huset efter föräldrarnas död tillsammans med en kusin. Hon bevarade föräldrahemmet intakt under sin levnad och förordnade i sitt testamente att inget heller skulle förändras i hemmet efter hennes död. Gården restaurerades under 1990-talet, varvid exteriörens färgsättning från 1880-talet återskapades.
Gården förvaltas av stiftelsen Stiftelsen Ingrid Göthlins Minne.